# Clathrotropis macrocarpa
Clathrotropis macrocarpa är en ärtväxtart som beskrevs av Adolpho Ducke. Clathrotropis macrocarpa ingår i släktet Clathrotropis och familjen ärtväxter. Inga underarter finns listade i Catalogue of Life.